# Ikki Kita

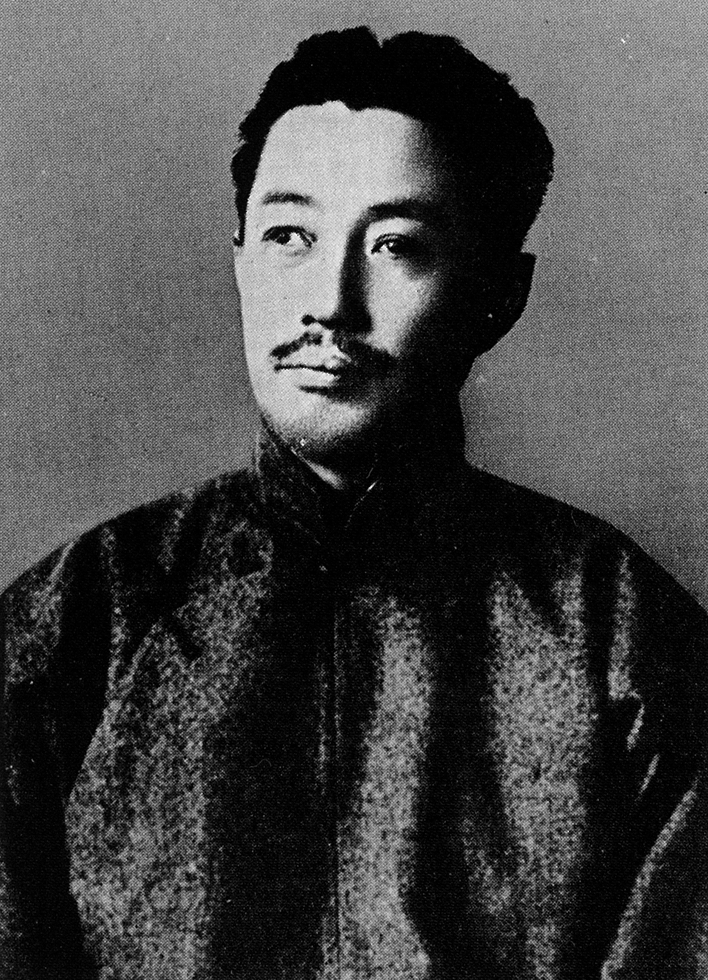
Kita Ikki

Kita Ikki (Japans: 北 一輝, Kita Ikki ) (Sado, 3 april 1883 - Tokio, 19 augustus 1937) was een vooraanstaand Japans schrijver en intellectueel, die met zijn nationalistisch-sociale denkwijze een enorme impact heeft gehad op de Japanse maatschappij in de 20e eeuw.

## Biografie
In 1906 publiceerde Kita Ikki zijn eerste boek. kokutairon oyobi junseishakaishugi (国対論及び純正社会主義 , de theorie van de Japanse nationale staat en het pure socialisme). In het boek argumenteerde Kita Ikki dat socialisme niet het tegengestelde is van de nationale staat en dat de macht van 'de keizer als god’ niet bestaat. Het boek werd vrijwel onmiddellijk, nadat het werd gepubliceerd, verboden.
In 1911 vertrok Kita Ikki naar China en ging bij een revolutionaire beweging. Op dat moment heerst er in China de Xinhai-revolutie (辛亥) , een revolutie tegen de corruptie en onmacht van de Qing-dynastie en tegen de imperialistische houding van de grootmachten waaronder. Bij deze revolutionaire beweging leerde hij dat terrorisme als drukmiddel gebruikt kon worden in de strijd tegen de verdrukking en de onmacht waaronder men te lijden heeft. Ook leerde Kita Ikki dat het gebruik van troepen hierbij onoverkomelijk is. In 1913 werd hij uit China verbannen.
Teruggekomen in Japan begint hij aan het schrijven van zijn tweede boek shina kakumei gaishi ( シナ革命外史, de geheime geschiedenis van China). In shina kakumei gaishi vertelt Kita Ikki over zijn ervaringen en bedenkingen bij de Xinhai-revolutie.
Nadat hij zijn tweede boek af had, ging hij terug naar China. Daar was hij getuige van het uitbreken van de Eerste Wereldoorlog (1914-1918). Tijdens zijn verblijf in China was Kita Ikki ook getuige van de 21 eisen die Japan aan China oplegde. Deze 21 eisen gingen gepaard met de teruggave van de streek van Qindao en de Shandong-spoorlijn en waren bedoeld om de positie van Japan in China te versterken.
Op basis van de Russische Revolutie, de val van Duitsland aan het eind van de Eerste Wereldoorlog en de krachtige anti-Japanse bewegingen in China, voorspelde Kita Ikki dat Japan af te rekenen zou krijgen met een nationale crisis.
In 1919, tijdens de anti-Japanse demonstraties van de 4 mei beweging in Shanghai en de rest van China, werkte Kita Ikki aan zijn derde boek kokka kaizō hōan genri taikō (国家改造法案原理大綱, principes van een plan tot de reorganisatie van de staat). In 1923 werd het boek hertiteld tot nihon kaizō hōan taikō (日本改造法案大綱). Hij baseerde zich enerzijds op de Meiji-restauratie (明治維新) en anderzijds op de hervormingen van keizer Jinmu (神武天皇) uit de 6de eeuw. Hierin verklaarde hij dat het nodig is om de elite en de zaibatsu 財閥 (de grootste en meest invloedrijke industriële firma's uit de Japanse economie waaronder Mitsui (三井), Mitsubishi( 三菱), etc.) omver te werpen en het politieke systeem te hervormen. Alleen zo zou er een unie bestaan tussen de keizer en het volk. Kita Ikki was voor nationaal socialisme met de nationalisering van de grote bedrijven en een beperkt privaat eigendom. De binnenlandse strijd van de lagere klassen wordt getransponeerd naar buiten door middel van expansionisme. Hij noemde Japan een internationale proletariër en stelde de vraag: "Heeft Japan niet het recht om oorlog te voeren en de Anglo-Amerikaanse monopolies in naam van de gerechtigheid te veroveren". Het boek is verschillende keren verboden en weer toegelaten. Na de staatsgreep van 26 februari 1936 zouden er in totaal een 13.000-tal legale en illegale kopieën in omloop zijn geweest. Het concept dat in nihon kaizō hōan werd vertegenwoordigd was strafbaar omdat het in tegenstrijd was met 'de wet op de openbare orde' chian iji-hō (治安維持法). Deze wet werd uitgevaardigd in 1925 om de sociale en politieke emancipatie van de arbeidersklasse tegen te gaan en om de verspreiding van het communisme onmogelijk te maken.
Op het eind van 1919 werd Kita Ikki gevraagd om leiding te nemen over de yūzonsha 猶存社 (het overlevingsgenootschap), opgericht door Ōkawa Shūmei 大川周明. Samen met Ōkawa Shūmei verspreidde hij ook het propagandistische tijdschrift otakebi おたけび (oorlogsgreep), dat onder het motto 'Japan als zenuwcentrum van een oorlog voor de bevrijding van de mensheid' de bevrijding van Japan moest tewerkstellingen. Yūzonsha werd in militaire kringen erg gewaardeerd omwille van de sterk nationalistische argumenten die aangehaald werden om de traditionele waarden veilig te stellen.
Rond Kita Ikki, Ōkawa Shumei en Takabatake Motoyuki (高畑素之) vormt er zich een beweging, de rōsōkai (老壮会), bestaande uit voornamelijk journalisten, ex-militairen en Japanners die in China hun geluk hadden gezocht. De kleine groep discuteerde over actuele politieke zaken en baseerde zich op de ideeën van Kita Ikki, Ōkawa Shūmei, Mitsukawa Kametarō (満川亀太郎) en anderen.Nishida Mitsugu (西田税, 1901-1937)-een ex-militair- heeft geholpen bij het verspreiden van Kita Ikki's ideologie onder de jonge officieren. Jonge officieren die nodig zijn bij het slagen van een revolutie gezien zij, analoog met de Russische en Chinese revolutie, de leidinggevende personen waren en dus onontbeerlijk bij Kita Ikki's idee om de staat omver te werpen. De jonge officieren stonden in contact met de gewone soldaten van de landelijke boerengemeenschappen. Zij kregen zo te horen hoe de toestand op het platteland was en konden niet vatten dat de overheid geen moeite deed om de verarmde boerenlaag van de bevolking te helpen terwijl de politici en zaibatsu in alle weelderigheid konden leven. Ten tweede zorgde de grote generatiekloof gecombineerd met de ideologische kloof (de tōsei-ha, 統制派, distantieerde zich van de jonge officieren omdat de "directe aanpak" te dicht bij insubordinatie grensde) ervoor dat de jonge officieren makkelijker te benaderen waren. Nishida Mitsugu en kita Ikki wisten dat de jonge officieren geïrriteerd waren en speelden op hun gevoelens in. Ze rekruteerden hen met behulp van een beweging de tekento genaamd. De tekento werd onmiddellijk in de kiem gesmoord maar was het begin van de 'beweging van de jonge officieren', de kōdō-ha (皇道派). Later ontstaat er onder andere de sakurakai (桜会), een beweging met als doel het omver werpen van de heersende macht en die te vervangen door een militair regime. De sakurakai zal later een grote rol spelen bij de staatsgreep van 26 februari 1936.
In de jaren twintig waren er verschillende partijen die sterk opkwamen voor een aantal punten uit nihon kaizō hōan. Een voorbeeld hiervan is de Japanse Communistische Partij (JCP) die vooral opkwam voor de bevrijding van de Japanse arbeidersklasse.
Vanaf 1930 wordt Kita Ikki bestempeld als een 'gevaarlijk individu'. Onder leiding van de sakurakai hebben er twee kleine staatsgrepen plaatsgevonden. Eén daarvan was die van luitenant-kolonel Hashimoto Kingorō (橋本五郎) in samenwerking met Ōkawa Shumei, in maart 1931. Deze staatsgreep mislukte echter omdat de opperbevelhebber van de landmacht Ugaki Kazushige (宇垣一成), die de nieuwe machthebber zou worden, zich terugtrok. Ook de tweede kleine staatsgreep, eveneens onder leiding van Hashimoto Kingorō, mislukte. Ditmaal omdat de plannen ervan vroegtijdig uitlekten. Bij de tweede staatsgreep trachtte men de opperbevelhebber van de zeemacht Araki Sadao( 荒木貞夫 )tot premier te maken.
26 februari 1936 staat ook bekend als het 26 februari-incident niniroku jiken (ニニ六事件). 1400 Jonge officieren van de eerste infanterie derde regiment en het eerste regiment van de keizerlijke garde trachtten onder leiding van de officieren van de kōdō alle regeringsleiders die ze omwille van politieke redenen niet konden tolereren om te brengen. PremierOkada Keisuke (岡田圭右), minister van Financiën Takahashi Korekiyo(高橋是清) en Saitō Makoto( 斎藤實) werden aangevallen. Premier Okada Keisuke (岡田啓介) overleefde de aanslag. Takahashi Korekiyo, Saitō Makoto overleefden de aanslag niet. Kita Ikki heeft er wel voor gezorgd dat een aantal van de oorspronkelijke doelwitten niet aangevallen zijn. Hierbij hoort ook Ikeda Shigeaki (池田成彬) wiens groep Mitsui(三井,lid van de zaibatsu) elk jaar 100,000 yen aan Kita Ikki gaf.
Toen de opstand net begonnen was telefoneerden Kita Ikki en Nishida Mitsugu naar een aantal jonge officieren. Onder het mum dat ze de geest waren van Kita Ikki's vrouw vertelden ze hen dat ze de bezetting niet mochten stopzetten en dat ze moesten doorzetten met de vorming van een nieuw kabinet, geleid door Mazaki. Nadat keizer Hirohito noot kreeg van de staatsgreep werd er bevolen deze neer te slaan.
Na het mislukken van de staatsgreep werden er zware straffen geëist. De militaire top had zijn belangrijkste vijanden uitgeschakeld en kwamen als redders van het burgerlijke bestuur uit de bus. Het grootste deel van de rebellen werd vervolgd en een kleine groep pleegde zelfmoord. Kita Ikki werd, samen met Nishida Mitsugu, veroordeeld door het militair hof. Ze hadden de jonge officieren duidelijk aangespoord om het heft in eigen handen te nemen en ze hadden hechte banden met de leidinggevende figuren. Ze werden geëxecuteerd op 19 augustus 1937.

## Beknopte inhoudnihon kaizō hōan(日本改造法案)

### Hervorming van de Japanse staat

#### Politieke hervormingen
Kita Ikki drong aan op een hereniging van de keizer met het volk. De status van het volk zou veranderen van een positie als onderdaan naar een positie waarin de keizer zelf deel uitmaakte van het volk. Om dit kracht bij te zetten wilde hij keizerlijke landgoederen teruggeven aan het volk.
Kita Ikki ijverde ook voor de afschaffing van de financiële, militaire, bureaucratische en politieke partijelite die tussen de keizer en het volk kwam te staan. Om dat te bereiken stelde Kita Ikki voor om de grondwet op te schorten gedurende een periode van 3 jaar, samen met de ontbinding van zowel het hoger huis als het lager huis. Een raad van 50 raadgevers zou het hoger huis en het lager huis vervangen en de keizer bijstaan in het regeren. Er zouden verkiezingen gehouden worden voor mannen van 25 of ouder. Daarboven op wilde hij de natie onder de krijgswet plaatsen. Hij zou een beroep doen op de Japanse reservisten om de sociale orde te behouden en het superviseren van de economische reorganisatie onder de krijgswet.

#### Economische hervormingen
Kita was voor het private eigendom, althans tot op een zekere hoogte. De mogelijkheid van beperkt privaat eigendom was er om het volk een gevoel van vrijheid te geven. In werkelijkheid dacht Kita Ikki dat privaat eigendom een belemmering zou zijn voor de maatschappij. Elke Japanse familie zou een eigendom mogen hebben ter waarde van 1 miljoen yen. Private ondernemingen mochten een kapitaal hebben tot 10 miljoen yen. Alle grotere ondernemingen zouden beheerd worden door de staat. Kita Ikki wilde een ministerie voor industrie, bankwezen, etc. om ervoor te zorgen dat de Japanse economische voorspoed en coherente planning niet in het gedrang zouden komen.

#### Sociale hervormingen
De rechten van alle werknemers en arbeiders zouden beschermd worden door het ministerie van arbeid. Disputen die te maken hadden met arbeid zouden ook behandeld worden door het ministerie van arbeid. De werknemers zouden delen in de winsten en inspraak krijgen in het management. Werkdagen van 8 uur moesten standaard zijn in alle bedrijfstakken en kinderarbeid verboden. Vrouwenarbeid moest sterk geregeld worden. Kita Ikki gaat zelfs verder, wezen en vaderloze kinderen zouden leefgeld en studiegeld krijgen. Mannen en vrouwen boven de 60 jaar samen met kreupele en misvormde mensen zouden staatsgelden ontvangen. Japanse kinderen zouden minstens 10 jaar moeten kunnen studeren.

### Buitenlandse politiek
Omdat Japan een internationale proletariër is zou het recht hebben om gebieden te veroveren. Staten die niets hebben zouden oorlog mogen voeren tegen de staten die wel buitenlandse grondgebieden hadden. Japan zou ijveren voor de verlossing van de Aziatische volkeren die te lijden hadden onder de Westerse mogendheden. Hij wilde Azië herwinnen voor het Aziatische volk.

## Kita's ideologisch standpunt
Sommige mensen zeggen dat Kita Ikki een voorstander van het fascisme was, de natie stond immers boven het individu. De economie en maatschappij zouden verregaand gereglementeerd zijn en het nationalisme en etnisch-nationalisme zouden de maatschappij beheersen. Het is echter niet duidelijk of Kita Ikki's regeringssysteem ook daadwerkelijk geweld, samen met censuur en verschillende propagandatechnieken gebruikt zou hebben om eventuele politieke tegenstanders uit de weg te ruimen.
Een voorstander van het nazisme is hij ook niet. Hij valt wel te vergelijken met Alfred Rosenberg die evenveel invloed had in Duitsland als Kita Ikki in Japan. Antisemitisme of doorgedreven etnocentrische grootheidswaanzin vinden we echter niet terug in Kita Ikki's ideologie.
Zij die beweren dat hij een communist was, hebben het ook niet helemaal bij het rechte eind. Kita Ikki liet namelijk privé eigendom toe, weliswaar in een beperkte vorm.
Over het algemeen zou Kita Ikki het best als nationaalsocialist omschreven kunnen worden en in mindere mate ook militarist. Hij stond erop dat Japan een grootmacht zou worden die een leidinggevende positie zou hebben bij de herovering van Azië en het herstellen van de traditionele waarden in eigen land. Voorts was hij erg begaan met het volk en was bereid een verregaand sociaal stelsel in te voeren om de minderbegoeden een betere toekomst te garanderen. Kita Ikki zou er wel niet voor terugdeinzen om het leger te gebruiken als middel om zijn doelstellingen te bereiken.